# Wienzeile
Wienzeile (Linia Vienei) este o stradă din Viena, care își are originea în perioada regularizării cursului râului Viena între 1899 și 1905 de-a lungul malurilor râului.
Ea este împărțită în Rechte Wienzeile (Linia dreaptă a Vienei) și Linke Wienzeile (Linia stângă a Vienei):
- Rechte Wienzeile trece prin districtele vieneze Wieden, Margareten și Meidling și este denumit astfel după poziția sa pe malul drept al râului Viena.
- Linke Wienzeile, situată pe malul stâng al râului Viena, trece prin districtele vieneze Mariahilf și Rudolfsheim-Fünfhaus.

Înainte de regularizarea cursului râului Viena, Rechte Wienzeile a fost denumită Wienstraße în districtul al patrulea, Flussgasse în districtul al cincilea, An der Wien și Wienstraße. Linke Wienzeile a avut diverse denumiri în districtul al șaselea, mai întâi Am Wienufer, precum și Ufergasse, iar mai târziu Magdalenenstraße și Wienstraße.
Linia de metrou U4 se întinde pe întreaga lungime pe traseul fostului Wiener Stadtbahn. Wienzeile are o prezență arhitecturală puternică prin clădirile Jugendstil proiectate de Otto Wagner în imediata apropiere a Naschmarkt.
În districtele exterioare Hietzing și Penzing, prelungirea Wienzeile se numește Hietzinger Kai, precum și Hadikgasse.

## Atracții de-a lungul Wienzeile

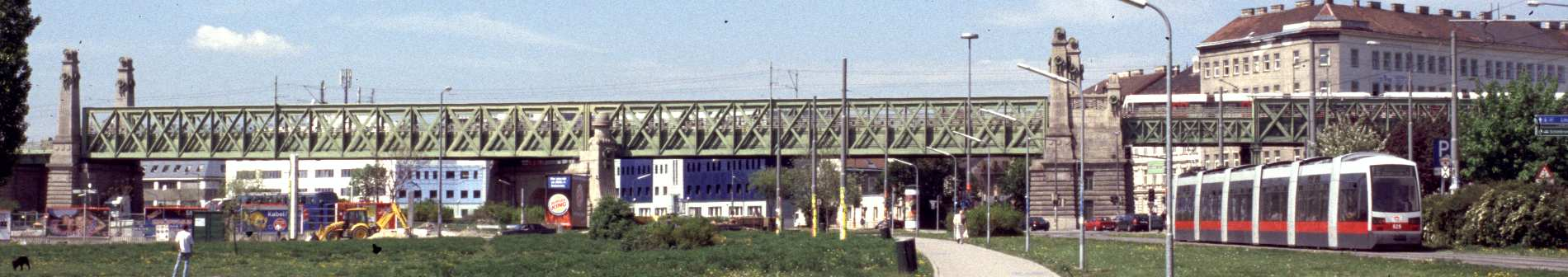
Podul fostului Wiener Stadtbahn peste Linke Wienzeile (astăzi U6), construit de Otto Wagner.

- Wienzeilenhäuser
- Viennese Naschmarkt
- Theater an der Wien
- Clădirea Secession
- Stația de metrou Karlsplatz
- Clădirea Vorwärts